# Abdinur Mohamud
Abdinur Mohamud (ur. 13 września 1997) – somalijski piłkarz, grający na pozycji pomocnika.

## Kariera piłkarska

### Kariera klubowa
W 2013 rozpoczął karierę piłkarską w tanzańskim klubie Miembeni SC.

### Kariera reprezentacyjna
W 2011 w wieku 14 lat debiutował w narodowej reprezentacji Somalii. Łącznie rozegrał 5 meczów.

## Nagrody i odznaczenia

### Sukcesy indywidualne
- najmłodszy debiutant reprezentacji Somalii